# Weret-Hekau
 Der er for få eller ingen kildehenvisninger i denne artikel, hvilket er et problem. Du kan hjælpe ved at angive troværdige kilder til de påstande, som fremføres i artiklen.

Weret-Hekau var magiens og trolddommens gudinde i det gamle Egypten.
Hun kan fremstilles som en slange med kvindehoved, men også som en kvinde med løvindehoved. Hendes navn kan oversættes til "Stor af Magi".

## I myterne
Som en guddom dedikeret til beskyttelse viste hun sig ofte på begravelsesgenstande, især våben, for at give den afdøde mulighed for at beskytte sig mod farerne ved underverdenen. Hun blev også placeret på elfenbensknive for at beskytte gravide og ammende mødre.
Hendes magt var en af de iboende kvaliteter af egyptenes kroner. Som kronens gudinde var hun en slange eller en løvehovedkone og boede i statshelligdommen. Som hustru til Ra er hun skildret med sin solskive på sit hoved. Weret-hekau var en titel, der ofte blev tildelt Isis, Sekhmet, Mut, og andre.